# Перокрылки
Перокры́лки, или перистокрылки (лат. Ptiliidae) — семейство насекомых, включающее самых мелких представителей отряда жесткокрылые. 85 родов и примерно 630 видов. В России 71 вид.

## Описание
Очень маленькие жуки, длиной от 0,25 (Nanosella fungi) до 4 мм. Являются самыми мелкими не только среди жуков, но и непаразитических насекомых в целом.
Усики 10 или 11-члениковые с 2—3-члениковой булавой. Лапки 3-члениковые, но кажутся нерасчленёнными. Крылья узкие, обычно торчат из-под надкрылий; длинные реснички придают им сходство с птичьим пером, что дало название семейству.
Своеобразное строение крыльев позволяет перокрылкам летать с большой скоростью: в соотношении с размером тела она выше, чем у каких-либо иных животных. Проводившиеся в 2020-х годах исследования (на примере Paratuposa placentis) показали также, что они обладают особым стилем полёта, по характеру движений напоминающим плавание и до сих пор не встречавшимся у других насекомых.

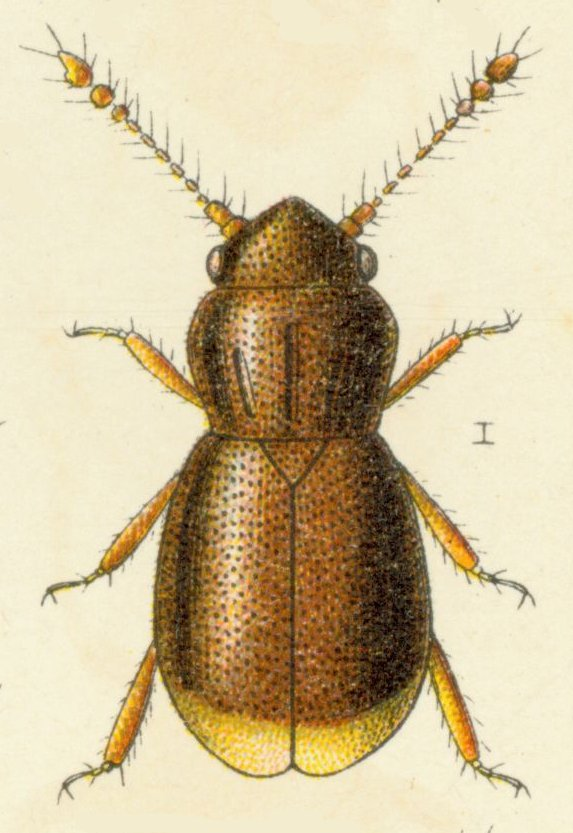
Ptilium myrmecophilum
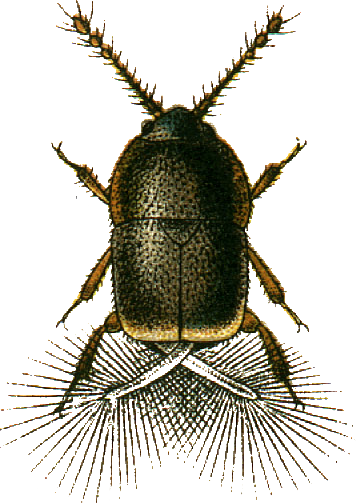
Acrotrichis atomaria (=Trichopteryx atomaria)
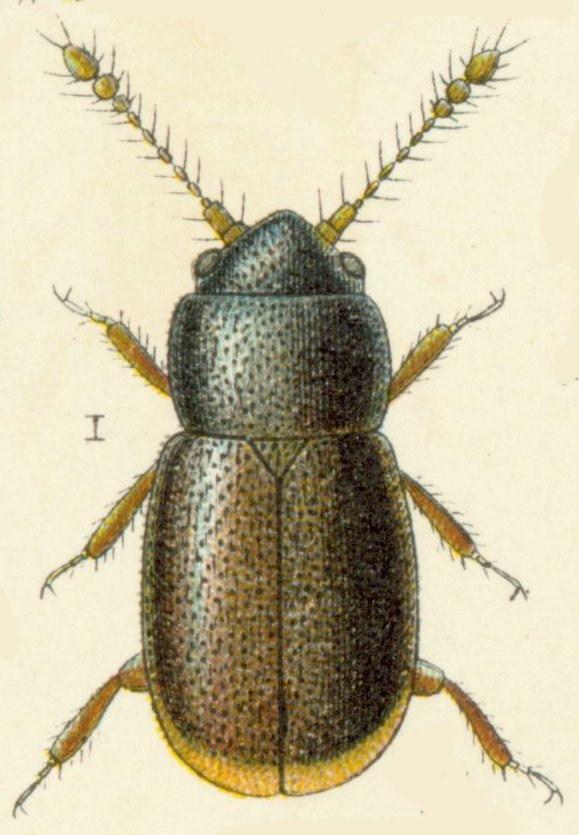
Ptiliolum spencei
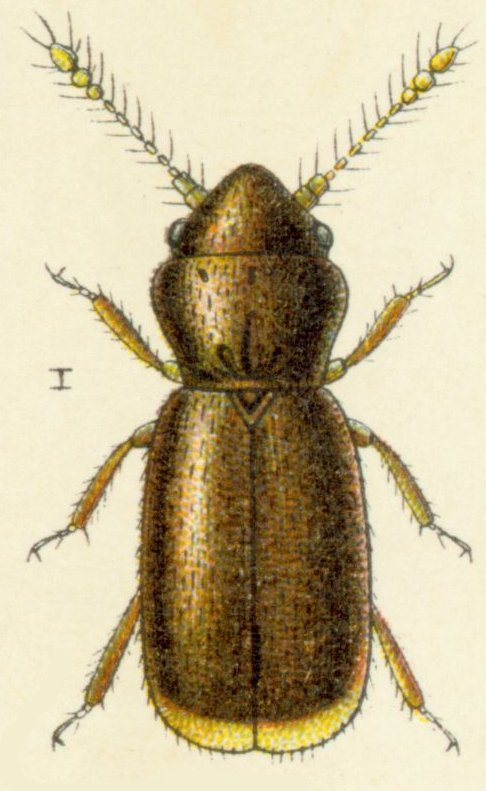
Oligella foveolata
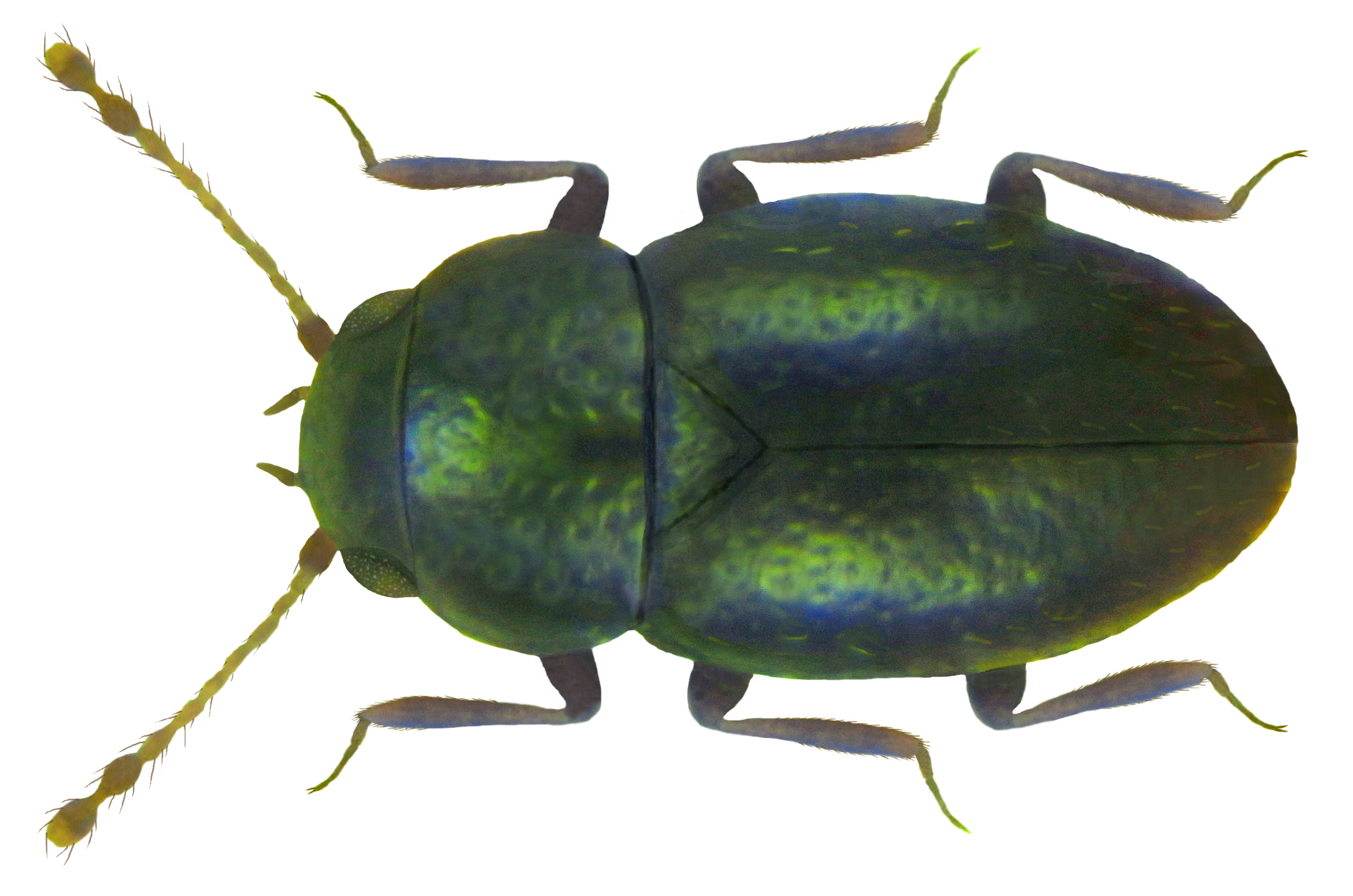
Ptenidium punctatum
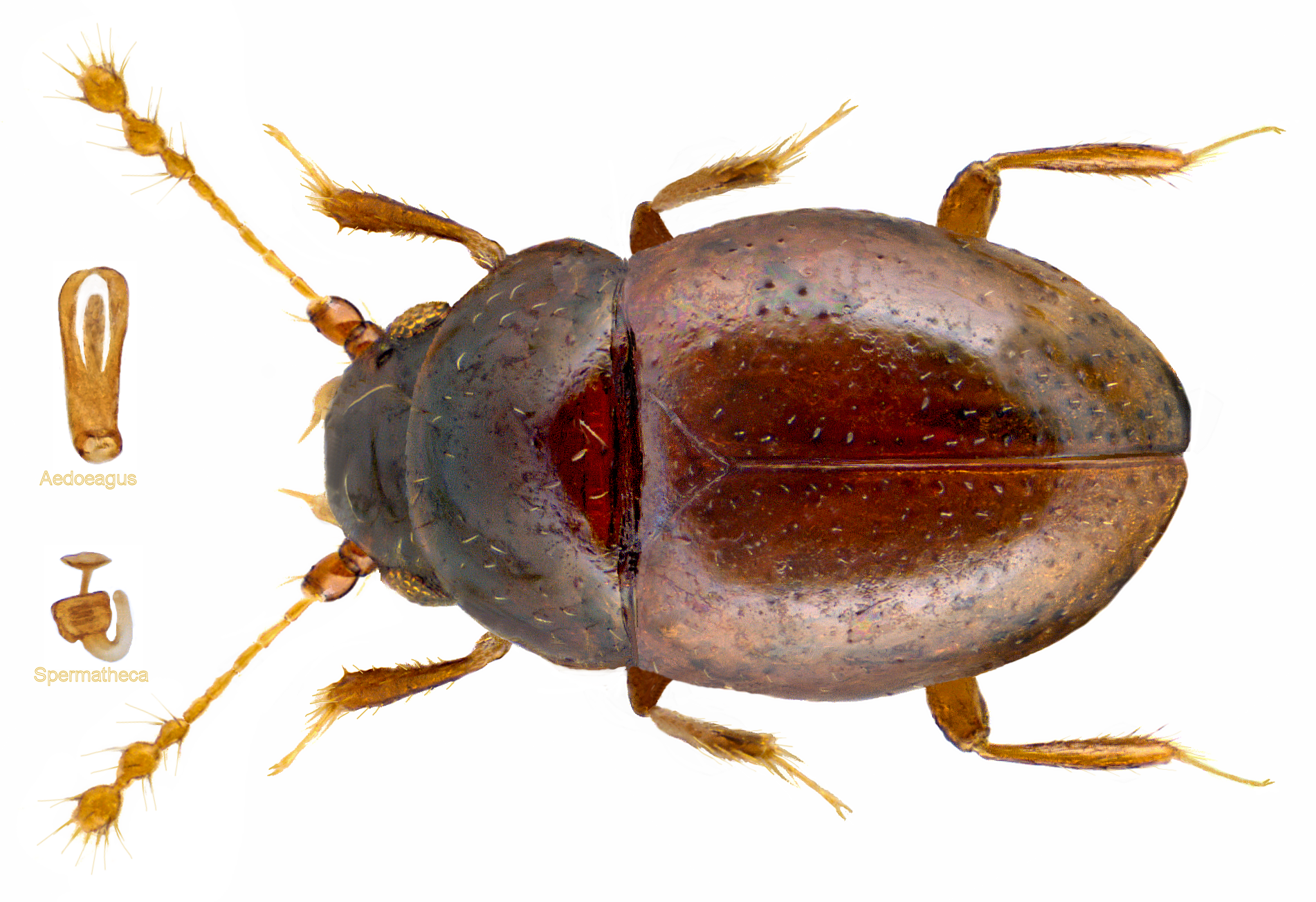
Ptenidium turgidum
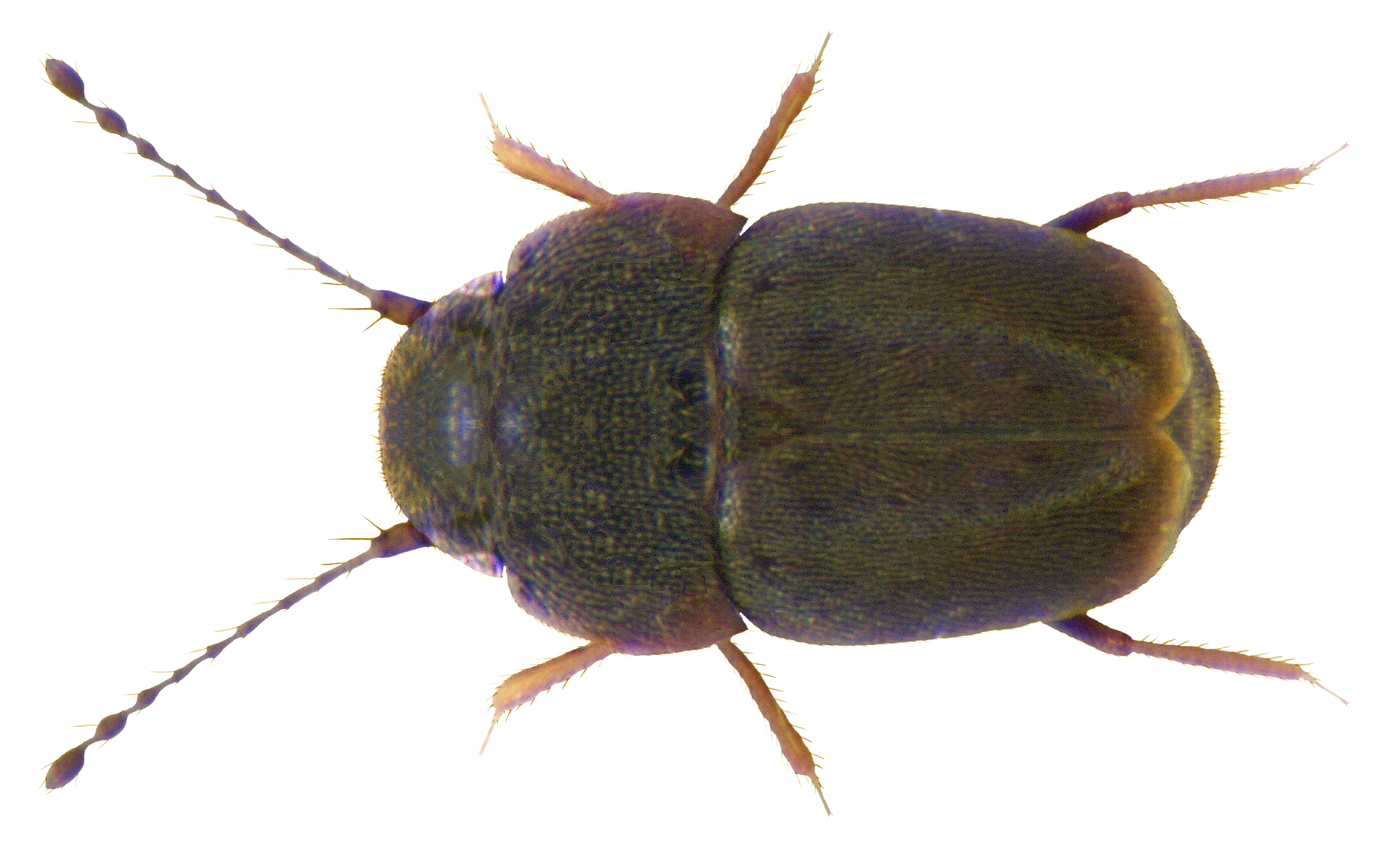
Actinopteryx fucicola

## Классификация

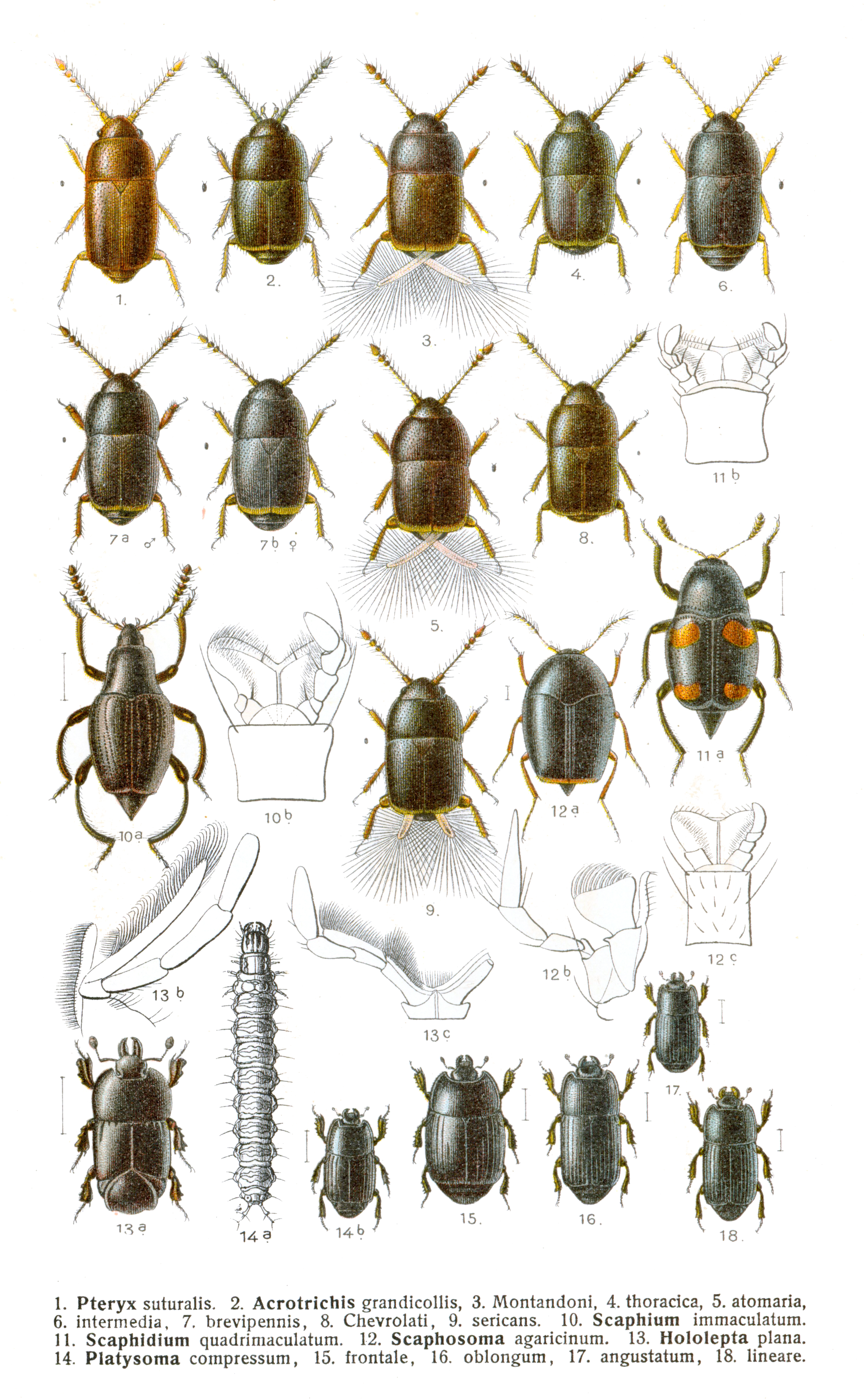
Ptiliidae сверху на рис. 1—9

3 подсемейства. В 2019 году в Ptiliidae предложено выделить только два подсемейства, Nossidiinae и Ptiliinae, а в последнем 7 триб: Acrotrichini, Cephaloplectini, Discheramocephalini, Nanosellini, Ptenidiini, Ptiliini и Ptinellini. Жуки-водобродки (Hydraenidae) образуют единую кладу с Ptiliidae.
- Acrotrichinae
  - Acrotrichini[17][18][19]
    - Acrotrichis — Chaska (род) — Chirostirca — Petrotrichis — Phytotelmatrichis — Storicricha
    - Incertae sedis: Actinopteryx — Neotrichopteryx

  - Nephanini[20][21]
    - Baeocrara — Microtrichis — Nephanes — Ptiliopycna — Smicrus
    - Incertae sedis: Etronia — Ptiliodes — Rioneta[22]
- Cephaloplectinae (=Limulodinae, Limulodidae)[23]
  - Cephaloplectus — Eulimulodes — Limulodes — Paralimulodes — Rodwayia
- Nossidiinae[24][25]
  - Nossidium, Motschulskium и Sindosium
- Ptiliinae
  - Discheramocephalini[26][27][28][29]
    - Africoptilium — Cissidium — Dacrysoma — Discheramocephalus — Fenestellidium — Skidmorella

  - Nanosellini (около 30 родов)[5]
  - Ptiliini (около 25 родов)[30]
  - Ptinellini (около 16 родов)

## Палеонтология
Древнейшие перокрылки были найдены в меловом бирманском янтаре. Также было описано шесть видов ископаемых перокрылок из балтийского и ровенского янтарей и из отложений эоцена США и олигоцена Германии.
- †Kekveus jason Yamamoto, Grebennikov & Takahashi, 2018 (бирманский янтарь)
- †Micridium groehni Polilov & Perkovsky, 2004 (балтийский янтарь)
- †Ptinella rovnoensis Polilov & Perkovsky, 2004 (ровенский янтарь)

## Экология и местообитания
Личинки этих жуков питаются гумусом и грибами. Живут среди опавшей листвы, под корой, на гниющих брёвнах, увядающих грибах, в дуплах, навозе, в морских водорослях на морских берегах, и других влажных биологических материалах. Известны мирмекофильные (Ptenidium formicetorum) и термитофильные виды (Xenopteryx setosus).
Описанный в 2015 году вид Phytotelmatrichis osopaddington обнаружен в микроводоёмах листьев.